# アルフレッド・ゴズデン
アルフレッド・ゴズデン（Alfred Gosden, 1873年7月9日 - 1941年9月22日）は、イギリス出身のアメリカ合衆国の撮影監督、現像技師である。アルフレッド・G・ゴズデン（Alfred G. Gosden）、A・G・ゴズデン（A. G. Gosden）ともクレジットされた。

## 人物・来歴
1873年（明治6年）7月9日、イギリス・イングランドのロンドンに生まれる。
1912年（明治45年）、アメリカ合衆国出身のチャールズ・アーバンがイギリスで製作したキネマカラーによる6時間におよぶドキュメンタリー映画であり、イギリス初のフィーチャー映画とされる  With Our King and Queen Through India の撮影に、4人の撮影技師のひとりとして参加する。
1915年（大正4年）までの時期に渡米し、カリフォルニア州カルヴァー・シティのトライアングル・フィルム・コーポレーションに入社、同年から1917年（大正6年）にかけて、エドワード・ディロンやチェスター・ワージー、トッド・ブラウニングらの監督作で撮影技師を務める。同年、同州ロサンゼルス市に移り、ユニヴァーサル・フィルム・マニュファクチュアリング・カンパニー（現在のユニバーサル・ピクチャーズ）に移籍する。前年の1916年（大正5年）に同社傘下に設立されたブルーバード映画で、ロバート・Z・レナード監督の『春の夢』や『黄金の夜』、ダグラス・ジェラード監督の『孤松の唄』、トッド・ブラウニング監督の『花いばら』や『気の向くまゝに』、エルシー・ジェーン・ウィルソン監督の『拵へる女』を手がけ、これらはすべて日本でも公開された。
ブルーバード映画消滅後も、ローリン・S・スタージョンやジョージ・シーグマンの監督作や、エディ・ライオンスおよびリー・モーランの監督・主演作を多く手がけるが、1925年（大正14年）にユニヴァーサルを退社、小プロダクションの作品を手がける。
1916年（大正5年）以来、日本市場に積極的に進出していたユニヴァーサルが、1926年（大正15年）9月、独立したばかりのスター俳優阪東妻三郎と組んで、製作会社阪妻・立花・ユニヴァーサル連合映画を日本に設立、カール・レムリが日本に送り込んだスタッフの1人として、ジェイ・マーチャントらとともに同年10月4日に横浜港に上陸している。マーチャントやハロルド・スミス、アル・ボックマンはユニヴァーサルと阪東との合弁会社の作品に名を連ねたが、ゴズデンは「現像技師」として作品に携わり、クレジットされなかった。同社は同年5月末には契約解除となり、マーチャントらとともに帰国となった。
米国に帰国以降の作品の記録は見当たらない。
1941年（昭和16年）9月22日、カリフォルニア州ロサンゼルス市ハリウッドで死去した。満68歳没。

## フィルモグラフィ
特筆以外はすべて撮影作である。

### 1910年代
- With Our King and Queen Through India : 製作チャールズ・アーバン、1912年 - 撮影

- Don Quixote : 監督エドワード・ディロン、脚本チェスター・ワージー、主演ドゥヴォルフ・ホッパー・シニア、1915年
- Sunshine Dad : 監督エドワード・ディロン、原作・脚本トッド・ブラウニング、主演ドゥヴォルフ・ホッパー・シニア、1916年
- Mr. Goode, Samaritan : 監督エドワード・ディロン、脚本チェスター・ワージー、主演ドゥヴォルフ・ホッパー・シニア、1916年 - 「A・G・ゴズデン」名義
- The Wharf Rat : 監督チェスター・ワージー、主演メイ・マーシュ、1916年 - 「A・G・ゴズデン」名義
- Jim Bludso : 監督・脚本トッド・ブラウニング、監督・主演ウィルフレッド・ルーカス、1917年 - 「A・G・ゴズデン」名義
- Time Locks and Diamonds : 監督ウォルター・エドワーズ、主演ウィリアム・デズモンド、1917年 - 「アルフレッド・G・ゴズデン」名義

- 『春の夢』 Princess Virtue : 監督ロバート・Z・レナード、主演メイ・マレイ、1917年 - 「アルフレッド・G・ゴズデン」名義
- 『黄金の夜』 Face Value : 監督ロバート・Z・レナード、主演メイ・マレイ、1917年
- 『青葉の家』 New Love for Old : 監督エルシー・ジェーン・ウィルソン、主演エラ・ホール、1918年 - 「A・G・ゴズデン」名義
- Beauty in Chains : 監督エルシー・ジェーン・ウィルソン、主演エモリー・ジョンソン、1918年 - 「アルフレッド・G・ゴズデン」名義
- 『孤松の唄』 A Mother's Secret : 監督ダグラス・ジェラード、主演エラ・ホール、1918年 - 「A・G・ゴズデン」名義
- Old Hartwell's Cub : 監督トーマス・ヘフロン、主演ウィリアム・デズモンド、1918年
- 『花いばら』 The Brazen Beauty : 監督トッド・ブラウニング、主演プリシラ・ディーン、1918年
- 『気の向くまゝに』 Set Free : 監督トッド・ブラウニング、主演イーディス・ロバーツ、1918年 - 「アルフレッド・G・ゴズデン」名義
- 『拵へる女』 The Game's Up : 監督エルシー・ジェーン・ウィルソン、主演ルース・クリフォード、1919年
- 『泥中の薔薇』 The Wicked Darling : 監督トッド・ブラウニング、主演プリシラ・ディーン、1919年
- 『愛と光明』 The Exquisite Thief : 監督トッド・ブラウニング、主演プリシラ・ディーン、1919年
- 『飾りなき女』 The Unpainted Woman : 監督トッド・ブラウニング、主演メアリー・マクラレン、1919年
- 『新生』 Pretty Smooth : 監督ローリン・S・スタージョン、主演プリシラ・ディーン、1919年
- 『火の女』 The Spitfire of Seville : 監督ジョージ・シーグマン、主演ヘッダ・ノヴァ、1919年
- 『女優の罪』 The Woman Under Cover : 監督ジョージ・シーグマン、主演フリッツィー・ブルネット、1919年
- 『戦慄』 The Trembling Hour : 監督ジョージ・シーグマン、主演ヘレン・ジェローム・エディ、1919年

### 1920年代
- 『画家の妻』 Burnt Wings : 監督クリスティ・キャバンヌ、主演ジョセフィン・ヒル、1920年
- 『帰らぬ一家』 Everything But the Truth : 監督・主演エディ・ライオンス / リー・モーラン、1920年
- 『雨中の娘』 The Girl in the Rain : 監督ローリン・S・スタージョン、主演アン・コーンウォール、1920年
- 『ラ・ラ・ルシル』 La La Lucille : 監督・主演エディ・ライオンス / リー・モーラン、1920年
- The Breath of the Gods : 監督ローリン・S・スタージョン、主演青木鶴子、1920年
- 『蛙は蛙』 Once a Plumber : 監督・主演エディ・ライオンス / リー・モーラン、1920年
- 『大波瀾』 Fixed by George : 監督・主演エディ・ライオンス / リー・モーラン、1920年
- 『困つた花婿』 A Shocking Night : 監督・主演エディ・ライオンス / リー・モーラン、1921年
- 『無謀な結婚』 The Mad Marriage : 監督ローリン・S・スタージョン、主演カーメル・マイヤーズ、1921年
- 『乱闘の果』 All Dolled Up : 監督ローリン・S・スタージョン、主演グラディス・ウォルトン、1921年
- 『脂粉の女』 The Painted Lady : 監督チェスター・ベネット、主演ジョージ・ オブライエン、1924年
- The Power God : 監督フランシス・フォード、監督・主演ベン・F・ウィルソン、シリアル、1925年
- 『三千度高熱男』 Going the Limit : 監督デューク・ウォーン、1925年
- The Canvas Kisser : 監督デューク・ウォーン、1925年
- Warrior Gap : 監督アラン・ジェイムズ、主演ベン・F・ウィルソン、1925年
- Tonio, Son of the Sierras : 監督・主演ベン・F・ウィルソン、1925年
- Fort Frayne : 監督・主演ベン・F・ウィルソン、1926年
- The Call of the Klondike : 監督オスカー・アッヘル、主演ガストン・グラス、1926年
- False Friends : 監督フランシス・フォード、1926年

## 関連事項
- チャールズ・アーバン （en:Charles Urban）
- カルヴァー・シティ （en:Culver City, California）

## 註
1. 1 2 3 4 5 6 7 8 9 10 11  Alfred Gosden, Internet Movie Database （英語）, 2010年7月22日閲覧。
2. ↑  『ブルーバード映画の記録』 : 製作・著・発行山中十志雄・塚田嘉信、1984年4月、p.60-63.
3. 1 2  小松弘「モダニズムの成立-一九二七年における日本映画の状況-」『早稲田大学大学院文学研究科紀要. 第3分冊日本文学演劇映像美術史日本語日本文化』第50巻、早稲田大学大学院文学研究科、2004年、25-42頁、CRID 1050282677496040448、hdl:2065/8549、ISSN 1341-7533。
4. ↑  ジェイ・マーチャント、日本映画データベース、2010年7月22日閲覧。